# Walerij Andrijzew

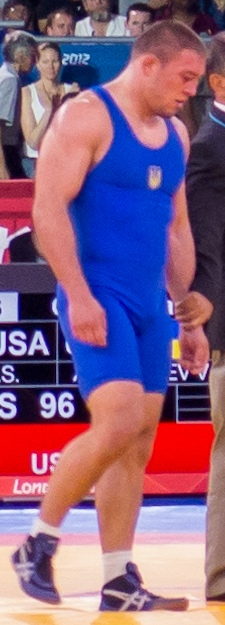
Walerij Andrijzew 2012

Walerij Oleksandrowytsch Andrijzew (ukrainisch Валерій Олександрович Андрійцев; * 27. Februar 1987 in Kiew, Ukrainische SSR, UdSSR) ist ein ukrainischer Ringer. Er gewann bei den Olympischen Spielen 2012 in London eine Silbermedaille im freien Stil im Halbschwergewicht.

## Werdegang
Walerij Andrijzew begann im Jahre 1997 als Jugendlicher mit dem Ringen. Er konzentriert sich auf den freien Stil und ist Angehöriger von Dynamo Kiew. Der Student wurde bzw. wird von Grigori Danko und Igor Malenski trainiert. Er startete bisher immer im Halbschwergewicht, der Gewichtsklasse bis 96 kg Körpergewicht.
Er erzielte in seinem letzten Juniorenjahr 2007 außergewöhnliche Erfolge, denn er wurde zuerst in Belgrad im Halbschwergewicht Junioreneuropameister vor William Harth aus Deutschland und Jamaladdin Magomedow aus Russland und danach in Peking in derselben Gewichtsklasse auch noch Juniorenweltmeister vor Alen Sasejew aus Russland und Komeil Ghasemi aus dem Iran.
Im Seniorenbereich benötigte er einige Jahre, um sich auch dort bei internationalen Meisterschaften im Vorderfeld zu platzieren. Zwar belegte er 2008 bei der Universitäten-Weltmeisterschaft in Thessaloniki hinter Ewgeni Kolomiets aus Russland den 2. Platz, aber bei der Weltmeisterschaft 2009 in Herning/Dänemark musste er nach einer Niederlage gegen Ruslan Schejchau aus Belarus  mit dem 20. Platz vorliebnehmen. Etwas besser schnitt er bei der Weltmeisterschaft 2010 in Moskau ab. Er kam dort zu einem Sieg über Johannes Kessel aus Deutschland, schied aber nach einer Niederlage in seinem nächsten Kampf gegen Nicolai Ceban aus Moldawien aus und kam auf den 13. Platz. Im Oktober 2010 wurde er aber in Turin hinter Salih Erinc, Türkei, erneut Vize-Weltmeister bei den Studenten.
Im Jahre 2011 wurde er bei keinen internationalen Meisterschaften eingesetzt. Er war aber im März 2012 in Belgrad erstmals bei einer Europameisterschaft am Start und belegte dort hinter Abdussalam Gadissow aus Russland und vor Serhat Balci aus der Türkei und Iwan Jankouski aus Belarus den 2. Platz. Das war sein erster Medaillengewinn bei einer internationalen Meisterschaft im Seniorenbereich. Der nächste folgte dann bei den Olympischen Spielen in London. Er erkämpfte sich dort mit Siegen über Rustam Iskandari, Tadschikistan, Chetag Gasjumow aus Aserbaidschan und den Weltmeister von 2011 Reza Yazdani aus dem Iran bei einer Niederlage im Finale gegen Jakob Varner aus den Vereinigten Staaten die Silbermedaille.

## Internationale Erfolge
| Jahr | Platz  | Wettbewerb                               | Gewichtsklasse | Ergebnisse |
| 2007 | 1.     | Junioren-EM in Belgrad                   | Halbschwer     | vor William Harth, Deutschland und Jamaladdin Magomedow, Russland                                                                     |
| 2007 | 1.     | Junioren-WM in Peking                    | Halbschwer     | vor Alen Zasejew, Russland und Komeil Ghassemi, Iran                                                                                  |
| 2008 | 2.     | Universitäten-WM in Thessaloniki         | Halbschwer     | hinter Ewgeni Kolomiets, Russland, vor Dragomir Stoitschew, Bulgarien und Yasin Kilic, Türkei                                         |
| 2009 | 20.    | WM in Herning/Dänemark                   | Halbschwer     | nach einer Niederlage gegen Ruslan Schejchau, Belarus                                                                                 |
| 2010 | 5.     | Golden-Grand-Prix in Tiflis              | Halbschwer     | hinter Georgi Gogschelidse und Belduki Gawaschelischwili, beide Georgien, Kenan Gor, Türkei und Dachi Keraschwili, Georgien           |
| 2010 | 5.     | Golden-Grand-Prix in Baku                | Halbschwer     | hinter Chetag Gasjumow, Aserbaidschan, Jamaladdin Magomedow, Georgi Gogschelidse und Belduki Gawaschelischwili                        |
| 2010 | 13.    | WM in Moskau                             | Halbschwer     | nach einem Sieg über Johannes Kessel, Deutschland und einer Niederlage gegen Nicolai Ceban, Moldawien                                 |
| 2010 | 2.     | Universitäten-WM in Turin                | Halbschwer     | hinter Salih Erinc, Türkei, vor Saeid Amiri, Iran und Dragomir Stoitschew                                                             |
| 2012 | 1.     | Intern. Turnier in Kiew                  | Halbschwer     | vor Alen Zasejew, Elisbar Odikadse, Georgien und Naurus Srapilewitsch Temresow, Aserbaidschan                                         |
| 2012 | 2.     | EM in Belgrad                            | Halbschwer     | hinter Abdusalam Gadissow, Russland, vor Serhat Balci, Türkei und Iwan Jankowski, Belarus                                             |
| 2012 | 3.     | Olympia-Qualif.-Turnier in Taiyuan/China | Halbschwer     | hinter Chetag Gasjumow und Magomed Mussajew, Kirgisistan                                                                              |
| 2012 | 1.     | Großer Preis von Deutschland in Dortmund | Halbschwer     | vor William Harth, Sinivie Boltic, Nigeria und Oldrik Wagner, Deutschland                                                             |
| 2012 | Silber | OS in London                             | Halbschwer     | nach Siegen über Rustam Iskandari, Tadschikistan, Chetag Gasjumow und Reza Yazdani, Iran und einer Niederlage gegen Jakob Varner, USA |
| 2013 | 1.     | Schwarz-Meer-Turnier in Odessa           | Halbschwer     | vor Edgar Jenokjan, Armenien, Ljubomir Sagaliuk und Hleb Kutei, beide Ukraine                                                         |

## Erläuterungen
- alle Wettkämpfe im freien Stil
- OS = Olympische Spiele, WM = Weltmeisterschaft, EM = Europameisterschaft
- Halbschwergewicht, Gewichtsklasse bis 96 kg Körpergewicht